# Arno (departamento)

Departamentos del sur del Primer Imperio Francés en 1811

El departamento del Arno (en francés, département de l'Arno; en italiano dipatimento dell'Arno) fue un departamento del Primer Imperio Francés en la actual Italia. Fue nombrado así por el río Arno. Fue formado en 1808, cuando el Gran Ducado de Toscana fue anexionado por Francia. Contaba con una población de 559 750 habitantes y una superficie de 8524 km².
Su capital fue Florencia. Estaba dividido en los siguientes distritos (arrondissements) y cantones:
- Florencia, sede de la prefectura y los cantones de: Bagno a Ripoli,  Barberino di Mugello, Borgo San Lorenzo, Campi, Dicomano, Empoli, Fiesole, Firenzuola, Gave, Galluzzo, Galeata y Santa Sofia, Lastra a Signa, Montelupo, Marradi, Modigliana, Montespertoli, Pontassieve, Radda, Reggello, Rocca San Casciano, Scarperia, Sestino, Sesto, San Casciano, Tavarnelle, Vicchio y Florencia.
- Arezzo, con los cantones de: Anghiari, Bibbiena, Borgo San Sepolcro, Bucine, Castel Focognano, Castel San Niccolo, Castiglion Fiorentino, Civitella, Cortona, Figline, Foiano, Lucignano, Monte San Savino, Montevarchi, Pieve Santo Stefano, Poppi, Pratovecchio, San Giovanni Valdarno, Subbiano, Terranuova y Arezzo.
- Pistoia, con los cantones de:  Montale, Porta al Borgo y Porta Lucchese, Porta Fiorentina, Porta San Marco, Prato-Ciudad, Prato-Condado, San Marcello, Sambuca, Serravalle, Tizzana y Pistoia.

Fue disuelta después de la derrota de Napoleón en 1814. Su territorio se divide actualmente entre las provincias italianas de Florencia, Prato, Arezzo, Pistoia y Forlì-Cesena.